# Pasiphila semochlora
Pasiphila semochlora es una especie de polilla perteneciente a la familia Geometridae. La especie fue descrita por primera vez por Edward Meyrick habiendo sido descrita en 1919, con distribución endémica de Nueva Zelanda. El holotipo de la especie fue descritas en los alrededores de Monte Taranaki a una altitud de 3000 metros (9842,5 pies) sobre el nivel del mar.